# Živko Živković
Živko Živković (serbisch-kyrillisch Живко Живковић; * 14. April 1989 in Titovo Užice, SR Serbien, SFR Jugoslawien) ist ein serbischer Fußballtorwart, der aktuell für PAOK Thessaloniki spielt.

## Karriere

### Jugend und Vereinskarriere
Živković begann seine Karriere als Fußballtorwart bereits im Kindesalter beim serbischen Großklub Partizan Belgrad. Dort durchlief er mehrere Jugendspielklassen, ehe er 2006 zur weiteren Ausbildung ans Farmteam Teleoptik Zemun in die Srpska Liga Belgrad, einer von vier Sektionen der drittklassigen Srpska Liga, abgegeben wurde.
Dabei war er bis 2007 im Einsatz und kam danach für die Spielzeit 2007/08 zurück zu seinem Stammverein, wo er weiterhin in der U-19-Mannschaft des Vereines aktiv war und durch gute Leistungen einen Platz im Profikader bekam. Am 8. Dezember 2007 gab der damals 18-Jährige sein Profidebüt, als er beim 5:1-Heimsieg über den Lokalrivalen OFK Belgrad zur Halbzeitpause beim Stand von 4:1 für Darko Božović eingewechselt wurde. Danach kam er zu keinem weiteren Profieinsatz, trainierte aber immer wieder mit der Profimannschaft mit.
Noch in der Sommerpause vor der Saison 2008/09 wurde Živković an den FK Metalac, dessen Kampfmannschaft zu diesem Zeitpunkt noch in der zweitklassigen Prva liga Srbija vertreten war, verliehen. Dort wurde er sofort zu einer Stammkraft und schaffte es noch in seiner ersten Saison auf 25 Meisterschaftseinsätze. Am Ende der Spielzeit belegte der junge Torwart mit seinem Team den fünften Tabellenplatz und stieg aufgrund eines neuen Ligasystems in die höchste Fußballliga Serbiens auf. Nach dem Aufstieg blieb er weiterhin Stammtorhüter seiner Mannschaft und absolvierte dabei bist zur Winterpause alle 15 Ligapartien. Trotzdem schaffte es die Mannschaft nur auf den fünfzehnten und damit vorletzten Tabellenplatz und lag somit mit mehreren Teams gleichauf und war lange Zeit ein potentieller Abstiegskandidat. Am Meisterschaftsende, Živković agierte als Stammkraft im Tor von Metalac und wurde in 29 von 30 möglich gewesenen Meisterschaftsspielen eingesetzt, erreichte die Mannschaft mit 35 Punkten den neunten Tabellenplatz und sicherte sich so den Klassenerhalt.
Nach dem geschafften Verbleib in Serbiens höchster Fußballliga, kehrte der junge Torwart wieder zu seinem Stammverein, der in der abgelaufenen Spielzeit abermals serbischer Meister wurde, zurück. Im Sommer 2011 wechselte er erneut auf Leihbasis zu Metalac. 2012 verbrachte er drei Monate, ebenfalls auf Leihbasis, bei seinem ehemaligen Verein Teleoptik Zemun.
Im Juli 2016 wechselte der Serbe nach Griechenland zu AO Xanthi. Dort verbrachte er drei Jahre, bevor er sich 2019 PAOK Thessaloniki anschloss.

### International
Živković begann seine Nationalmannschaftskarriere bereits in der serbischen U-17-Auswahl und kam danach für das U-19-Nationalteam seines Heimatlandes zum Einsatz. Dabei nahm er mit der Mannschaft unter anderem an der U-19-Fußball-Europameisterschaft 2007 in Oberösterreich teil, schied aber noch während der Gruppenphase aus dem laufenden Wettbewerb aus.
Seit Mitte 2009 steht er im Kader der U-21-Nationalmannschaft Serbiens und absolvierte für diese bis dato  ein Spiel, als er während der Qualifikation zur U-21-EM in Schweden zum Einsatz kam. Dabei gab er sein Teamdebüt am 5. September 2009 bei einer 1:2-Niederlage gegen die slowakische U-21-Nationalelf, als er die gesamte Spieldauer das Tor hütete. Als sich das Team für U-21-EM qualifizierte, stand Živković während des Bewerbs zwar im Mannschaftskader, musste jedoch dem drei Jahre älteren Željko Brkić den Vortritt lassen und kam zusammen mit dem weiteren Ersatztorwart Bojan Šaranov zu keinem einzigen Turniereinsatz. Noch während der Gruppenphase schied die Mannschaft aus dem Bewerb aus.

## Erfolge
- 1× Aufstieg in die Super Liga: 2008/09
- Griechischer Pokalsieger 2020/21